# Języki centralnomolukańskie
Języki centralnomolukańskie – grupa języków austronezyjskich używanych w Indonezji, w archipelagu Moluków (przede wszystkim w prowincji Moluki). Obejmuje ok. 50 języków używanych przez mieszkańców wysp Seram i Buru oraz archipelagu Sula.
Języki sula i taliabu (taliabo) są używane na terenie prowincji Moluki Północne.
Rozwój nowoczesnych badań lingwistycznych w regionie przypadł na lata 80. XX wieku. Zasługi na polu badania tych języków i miejscowych sytuacji językowych położyli m.in. James T. Collins i Margaret Florey. Starsze materiały dot. austronezyjskich języków Moluków (w szczególności centralnej części archipelagu) ograniczają się do list słownictwa, zapisów pewnych utworów i niewielkiej liczby prac językoznawczych.
Języki Moluków centralnych są silnie zagrożone wymarciem. Są wypierane przede wszystkim przez malajski amboński, który służy jako regionalna lingua franca. Wzmocniło się też znaczenie języka indonezyjskiego, który jest wykorzystywany w mediach i edukacji. 

## Klasyfikacja[1]
języki austronezyjskie
języki malajsko-polinezyjskie
grupa centralno-wschodnia
grupa centralna
języki centralnomolukańskie (50)
język ambelau (1)
ambelau [amv]
języki buru (3)
buru [mhs]
lisela [lcl]
moksela [vms]
grupa wschodnia (42)
manipa [mqp]
języki banda-geser (4)
banda [bnd]
języki geser-gorom (3)
bati [bvt]
geser-gorom [ges]
watubela [wah]
języki seram (37)
język bobot (1)
bobot [bty]
języki seram wschodnie (1)
hoti [hti]
języki manusela-seti (5)
benggoi [bgy]
huaulu [hud]
liana-seti [ste]
salas [sgu]
sou upaa [wha]
język masiwang (1)
masiwang [bnf]
języki nunusaku (26)
język kayeli (1)
kayeli [kzl]
języki zatoki Piru (17)
haruku [hrk]
grupa wschodnia (12)
kaibobo [kzb]
sepa [spb]
sounama [tlt]
języki seram straits (9)
języki ambon (3)
hitu [htu]
laha [lhh]
tulehu [tlu]
język solehua (1)
paulohi [plh]
języki uliase (5)
języki hatuhaha (4)
języki elpaputi (2)
amahai [amq]
nusa laut [nul]
języki saparua (2)
latu [ltu]
saparua [spr]
język kamarian (1)
kamarian [kzx]
grupa zachodnia (4)
języki asilulu (2)
asilulu [asl]
seit-kaitetu [hik]
języki hoamoal (2)
boano [bzn]
larike-wakasihu [alo]
języki three rivers (8)
yalahatan [jal]
języki amalumute (6)
języki seram północno-zachodnie (6)
lisabata-nuniali [lcs]
luhu [lcq]
język hulung (1)
hulung [huk]
język loun (1)
loun [lox]
języki ulat inai (2)
alune [alp]
naka’ela [nae]
język wemale (1)
wemale [weo]
języki sawai-nuaulu (3)
nuaulu północny [nni]
nuaulu południowy [nxl]
saleman [sau]
języki sula (4)
mangole [mqc]
sula [szn]
języki taliabo (2)
kadai [kzd]
taliabo [tlv]
Wiele spośród języków regionu wcześnie wyszło z użycia. Do poł. XIX w. wymarły praktycznie wszystkie języki ludności chrześcijańskiej na wyspie Ambon, do czego przyczyniło się szerzenie malajskiego w charakterze języka protestantyzmu. Wiedza nt. niektórych z nich jest bardzo skąpa, gdyż nie zachowały się praktycznie żadne świadectwa pisane (poza pewnymi danymi leksykalnymi). Języki wsi muzułmańskich były używane powszechnie przynajmniej do końca lat 70. XX w., lecz w XXI w. zaobserwowano zanik przekazu międzypokoleniowego również w tych społecznościach (z przyczyn socjoekonomicznych).
Wymarły i bliżej niepoznany język hukumina mógł być jednym z autochtonicznych języków wyspy Buru (podobnie jak buru i lisela). Nie zostało to jednak potwierdzone; niewykluczone, że był to język migrantów z regionu Buton u wybrzeża Sulawesi. Niegdyś został opisany jako dialekt buru, lecz z dostępnych danych wyraźnie wynika, że chodzi o odrębny język. W nowszej klasyfikacji (2021) język taliabo (w tym kadai) został zaliczony do języków celebeskich.